# Katedra w Nicei
Katedra w Nicei (właściwie bazylika katedralna pw. Najświętszej Marii Panny i św. Reparaty, fr. Basilique-Cathédrale Sainte-Marie et Sainte-Réparate de Nice) – rzymskokatolicka bazylika katedralna znajdująca się w najstarszej części francuskiego miasta Nicea.

## Historia
W 1060 roku do Nicei przybyły relikwie świętej Reparaty. W celu ich przechowania na miejscu obecnej świątyni w 1075 roku wzniesiono kaplicę. Większą budowlę wzniesiono około 1200 roku, a tę w 1590 podniesiono do rangi katedry. W latach 1650–1685 trwała przebudowa kościoła, dzięki czemu ten zyskał barokowy wygląd. Remont został zlecony przez biskupa Didiera Palletisa Jean-André Guibertowi. Świątynię po remoncie konsekrowano w 1699. W latach 1731–1757 dobudowano dzwonnicę, a w 1830 częściowo przebudowano fasadę katedry.

## Architektura
Świątynia pierwotnie gotycka, obecnie okryta barokowymi oraz, na fasadzie, eklektycznymi ornamentami. Fasada jest podzielona na cztery części oddzielone od siebie pilastrami. Przyziemie środkowej części jest okryte w większości seledynowym tynkiem, z którego wybija się portal główny. Rama portalu obłożona jest czarnym marmurem, na który nałożone są dwie, białe kolumny dźwigające gzyms. W obu dolnych, bocznych częściach znajdują się figury świętych. W górnej części fasady pilastry się zwężają. W środkowym fragmencie znajduje się okno, a w dwóch bocznych, podobnie jak w dolnych częściach, figury świętych. Całość zwieńczona jest neorenesansowym naczółkiem.
Wnętrze katedry podzielone jest na trzy nawy, do których z obu stron dobudowany jest rząd kaplic bocznych. Korpus nawowy kończy transept. Nad skrzyżowaniem naw znajduje się kopuła. Prezbiterium, podobnie jak korpus nawowy, składa się z trzech naw oraz kaplic bocznych. 

## Galeria

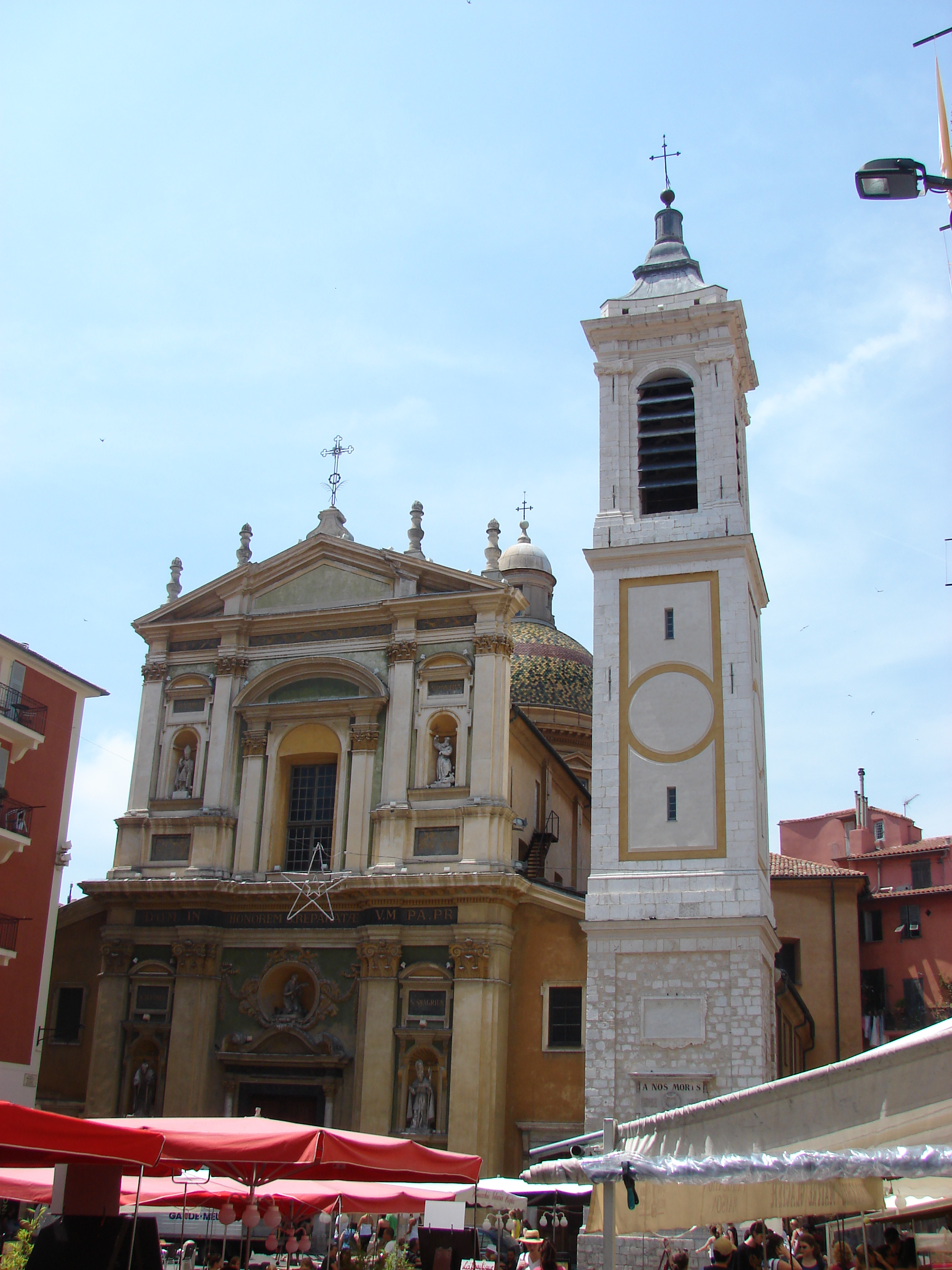
Fasada
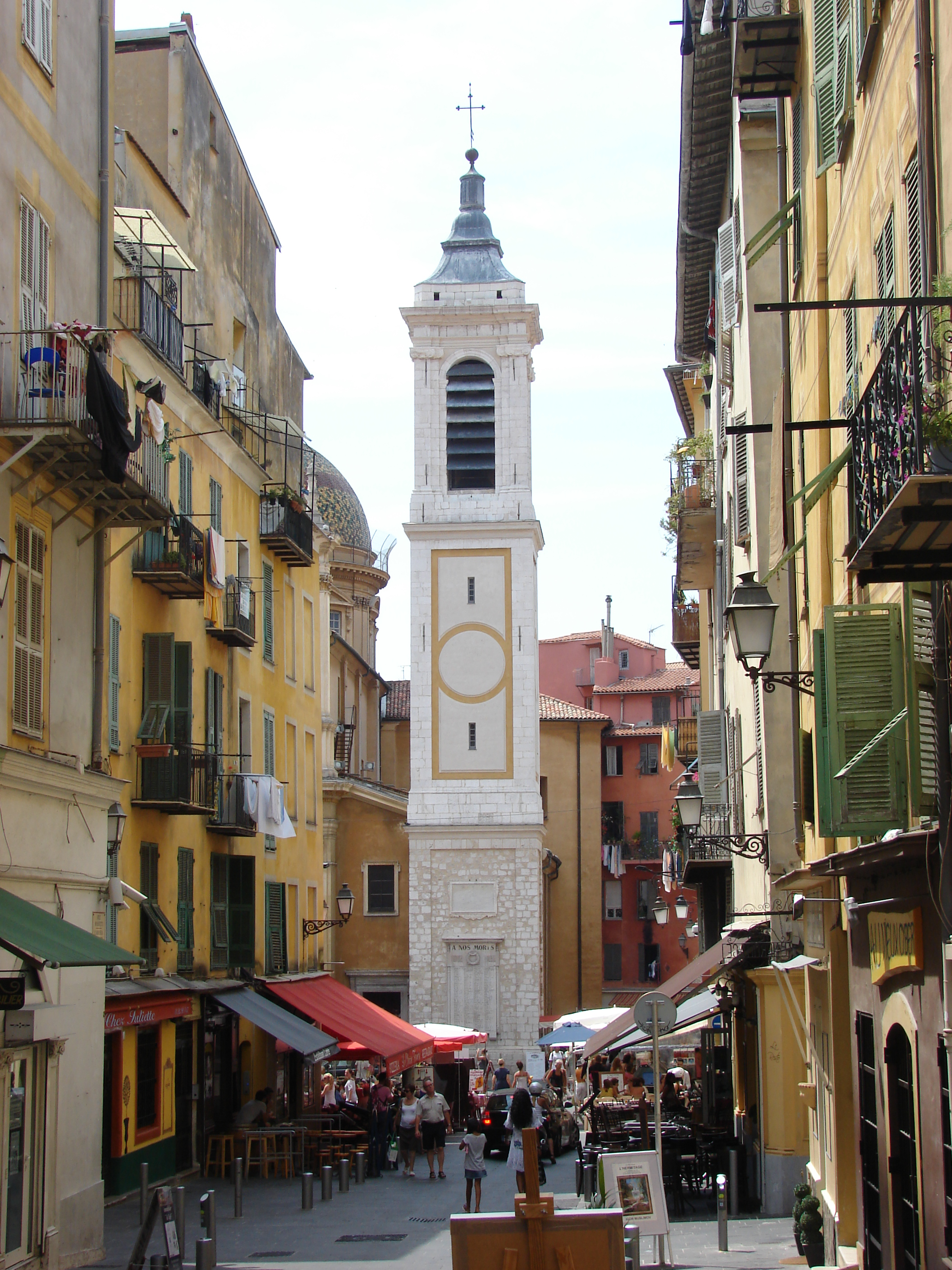
Dzwonnica, widok z Rue Rossetti
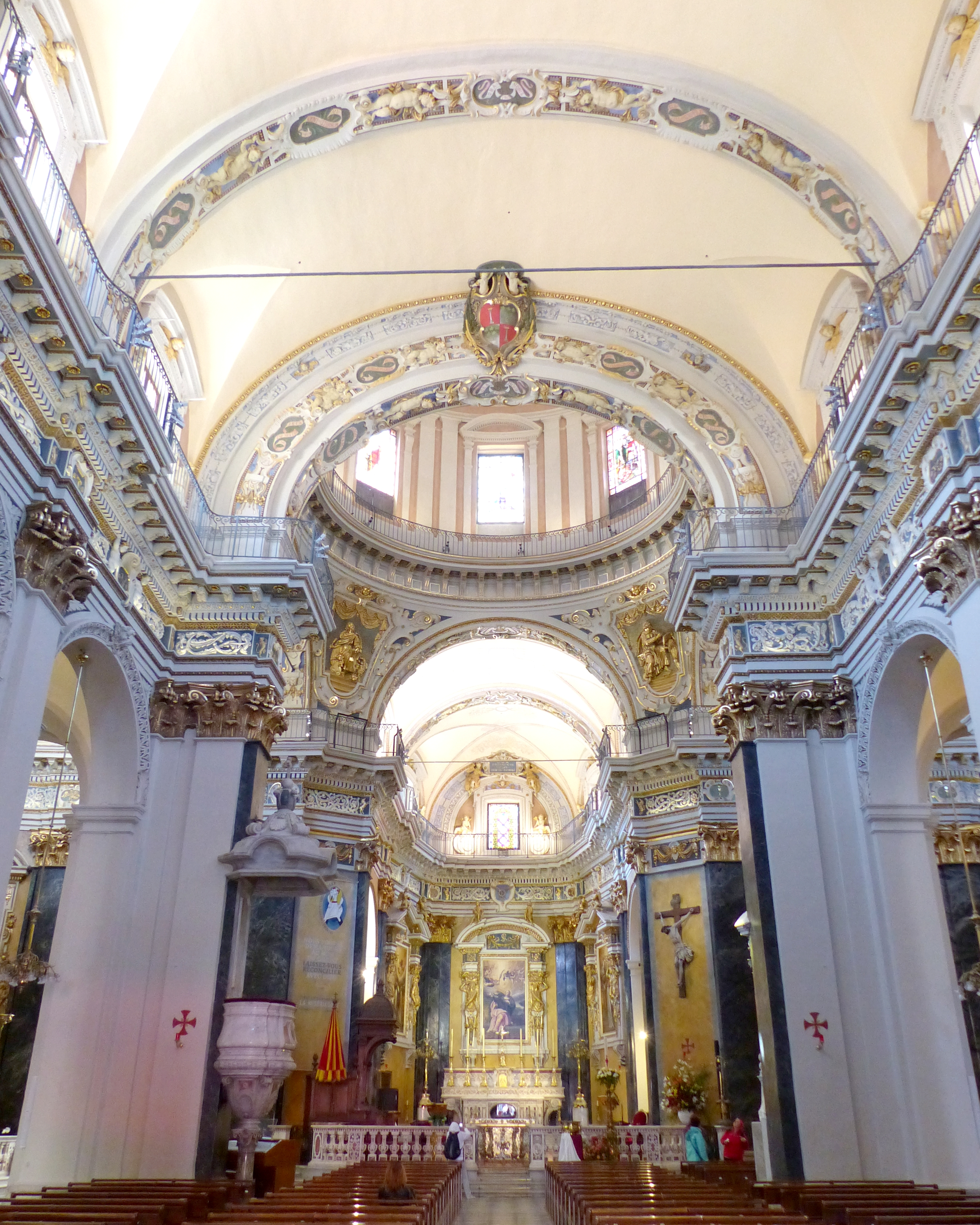
Wnętrze
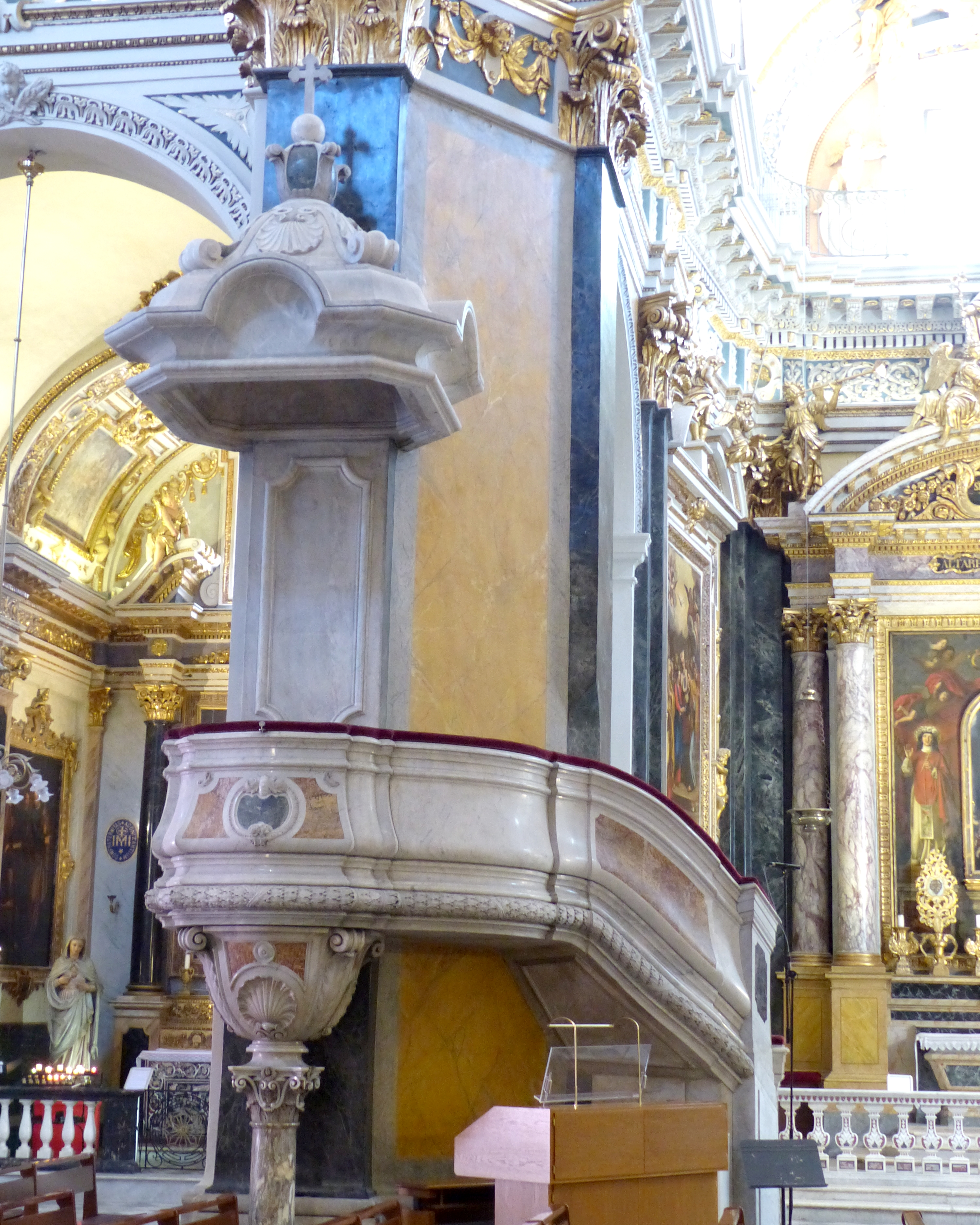
Ambona
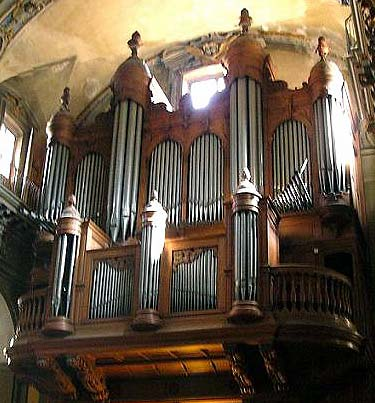
Organy
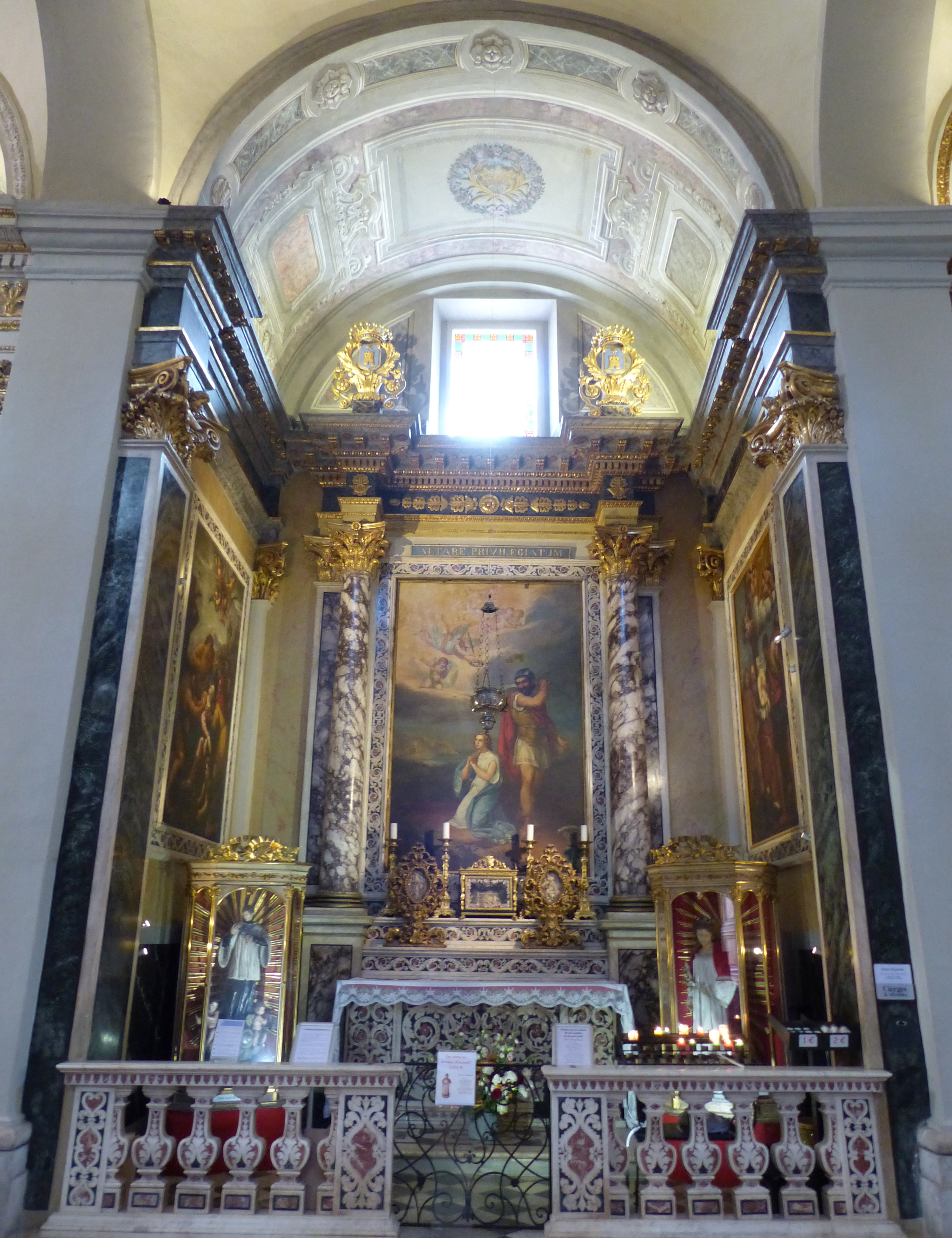
Kaplica św. Reparaty
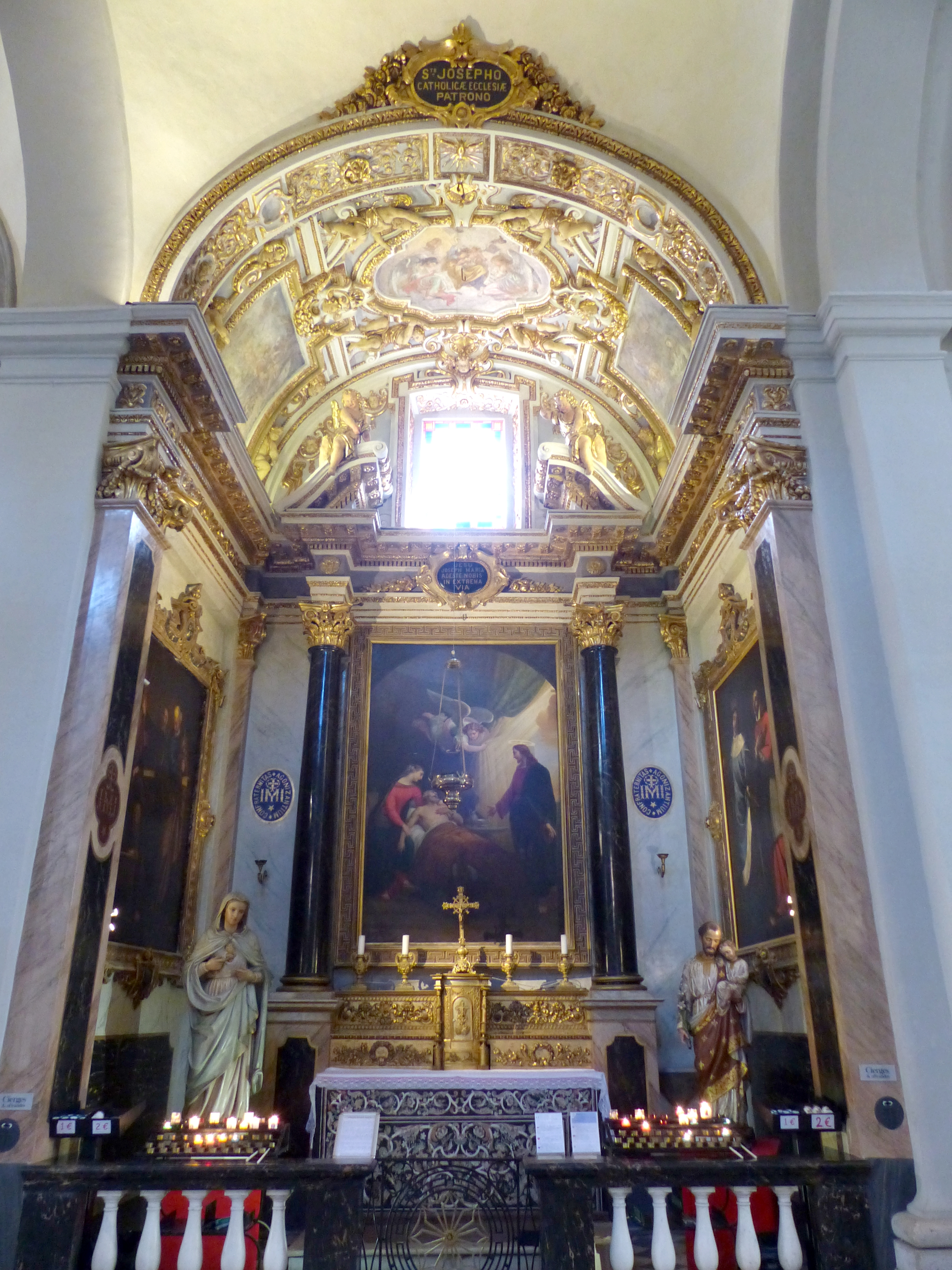
Kaplica św. Józefa
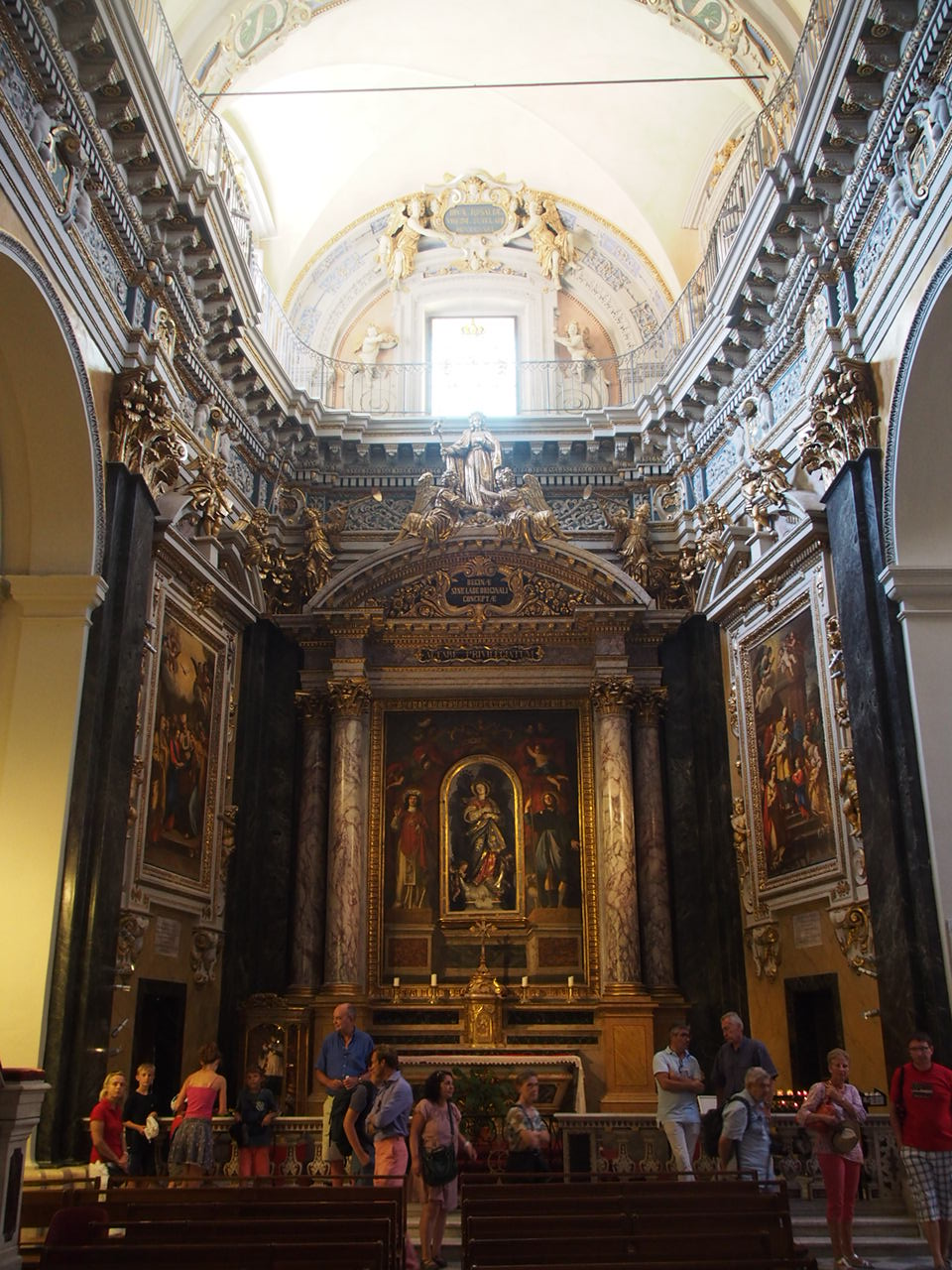
Kaplica św. Rozalii